# Achillesaurus manazzonei
L'achillesauro (Achillesaurus manazzonei) è un dinosauro carnivoro, o forse insettivoro, appartenente ai teropodi. Visse nel Cretaceo superiore  (Santoniano, circa 90 milioni di anni fa) e i suoi resti fossili sono stati ritrovati in Sudamerica (Argentina).

## Descrizione
Conosciuto solo per un esemplare incompleto, questo animale è noto per fossili di una vertebra sacrale, quattro vertebre caudali, gran parte della zampa posteriore e un ileo sinistro. Questi resti hanno permesso ai paleontologi di ricostruire parzialmente Achillesaurus: esso doveva essere piuttosto simile a un altro dinosauro contemporaneo, Alvarezsaurus, ma le dimensioni erano un po' più grandi. Il corpo doveva essere snello, sostenuto da due potenti ma sottili zampe posteriori. È probabile che le zampe anteriori fossero ridottissime, come in Alvarezsaurus, e constassero di un solo artiglio.

## Classificazione
La descrizione di questo animale, ad opera di Martinelli e Vera, avvenuta nel 2007, ha posto Achillesaurus nel gruppo degli alvarezsauridi, una famiglia di dinosauri carnivori dalle caratteristiche molto simili a quelle degli uccelli. In particolare, Achillesaurus sembrerebbe essere stato una forma piuttosto primitiva. Il nome Achillesaurus è un riferimento al tallone d'Achille, poiché i caratteri diagnostici che hanno permesso ai paleontologi di classificare questo animale sono stati riconosciuti proprio nelle ossa del tallone.